# 武漢恒隆広場
武漢恒隆広場（ぶかんこうりゅうひろば、ハートランド66、中国語: 武汉恒隆广场、英語: Heartland 66）は、中華人民共和国武漢市礄口区に位置する超高層ビルである。

## 概要
凱達環球と梁黃顧建築師（香港）事務所により設計された。恒隆地産が2013年に土地を取得し、2021年3月25日に正式にオープンした。恒隆地産による、中国中部における最初の大規模商業複合施設プロジェクトである。
建設プロジェクトでは、米国グリーンビルディング評議会により発行された「エネルギーおよび環境デザインパイオニア賞　コアおよびシェルカテゴリ」の金賞の事前認定を受けている。
オープン同日のオープニングセレモニーには、恒隆地産副会長の陳文博と武漢恒隆広場総支配人の葉沛能が出席した。